# Prisma Glan-Foucault
O prisma Glan-Foucault é um tipo de prisma geralmente utilizado como polarizador, tal como o prisma Glan-Taylor e o prisma Glan-Thompson. Sua construção é muito semelhante ao prisma Glan-Thompson, com diferença de que os dois prismas de calcita utilizados e dispostos em ângulo reto são espaçados por uma pequena camada de ar, ao invés de serem colados com cimento.  De forma muito similar ao prisma Glan-Taylor, a reflexão interna total da luz polarizada no eixo p causada pela camada de ar garante que somente a luz polarizada no eixo s seja transmitida diretamente através do prisma.
Em comparação com o prisma de Glan-Thompson, devido à substituição do cimento pela camada de ar, pode-se utilizar feixes com intensidades muito elevadas sem que haja danos ao prisma, de forma que ele pode ser utilizado com feixes de laser. O prisma é também mais curto para uma determinada abertura utilizável do que o concebido por Glan-Thompson. Os prismas Glan-Foucault normalmente não são utilizados como divisor de feixes polarizados porque, enquanto o feixe transmitido é 100% polarizada, o feixe refletido não é.
Já em comparação com o prisma Glan-Taylor, têm-se por diferença que os eixos de cristal e direção de polarização transmitida neste, são ortogonais à concepção Glan-Foucault. Dessa forma, obtém-se uma transmissão mais efetiva, e melhor polarização da luz refletida.   Os prismas Glan-Foucault de calcita são raramente utilizados, pois, mesmo sendo uma evolução dos primas Glan-Thompson, acabaram por ser substituídos principalmente pelos prismas polarizadores Glan-Taylor e outros modelos mais recentes.
Prismas Glan-Foucault feitos com Ítrio Ortovanadato (YVO4) possuem uma polarização superior do feixe refletido e maior limiar de danos em comparação com aqueles feitos com calcita e até mesmo em relação aos prismas de Glan-Taylor,embora sejam mais caros. 
1. ↑  [1]Bennett, Jean M . (1995). "Polarizers". In Bass Michael, Ed. Handbook of Optics Volume II (2nd ed.). McGraw-Hill. pp. 3.11–3.12. ISBN 0-07-047974-7.
2. ↑  [2] J-Y Fan; et al. (2003). "A study on transmitted intensity of disturbance for air-spaced Glan-type polarizing prisms". Optics Communications 223 (1-3): 11–16. arXiv:physics/0211045. Bibcode:2003OptCo.223...11F. doi:10.1016/S0030-4018(03)01618-3.
3. ↑  3] US patent 3914018, Deshazer, Larry G., "Yttrium orthovanadate optical polarizer", issued 1975-10-21, assigned to Union Carbide Corp.